# Pim van Lommel
Pim van Lommel (Laren, 15 maart 1943) is een Nederlandse cardioloog, onderzoeker en schrijver, die wereldwijde bekendheid kreeg door zijn grootschalige klinische studie naar bijna-doodervaringen (BDE) bij patiënten die een hartstilstand hadden overleefd, die in 2001 gepubliceerd werd in het medisch tijdschrift The Lancet. Verdere bekendheid verwierf hij met zijn boek Eindeloos Bewustzijn (2007). Hij deed ruim dertig jaar onderzoek naar BDE. Sinds 2003 houdt Van Lommel over de hele wereld lezingen over BDE en de relatie tussen het bewustzijn en de hersenen. Hij is actief als onderzoeker en publicist.

## Biografie
Van Lommel volgde gymnasium β in Hilversum, waarna hij geneeskunde studeerde aan de Universiteit Utrecht. Hij specialiseerde zich in cardiologie en studeerde af in 1971. Van 1977 tot 2003 werkte hij als cardioloog in het Rijnstate ziekenhuis in Arnhem. Van Lommel heeft meerdere wetenschappelijke artikelen over cardiologische onderwerpen geschreven.
In 1986 las Van Lommel Terugkeer uit de dood van George Ritchie. Dit liet hem niet los, waardoor hij startte met het onderzoek naar bijna-doodervaringen (BDE) bij patiënten die een hartstilstand overleefden. Dit onderzoek publiceerde hij in 2001 in het Britse medische tijdschrift The Lancet. Hij schreef hier verder meer dan twintig artikelen over en daarnaast meerdere hoofdstukken voor boeken over dit onderwerp. 
In 2007 bracht hij het boek Eindeloos Bewustzijn - Een wetenschappelijke visie op de bijna-doodervaring uit. Het werd in 2008 genomineerd voor ‘Het boek van het jaar 2008’. Dit boek is inmiddels in 11 talen vertaald en wereldwijd zijn er ruim 400.000 exemplaren verkocht. De uitgave in het Nederlands telt meer dan 155.000 exemplaren en beleefde inmiddels de 28e druk. Het boek kwam in 2007 in de CPNB-top tien van boeken over 'lichaam en geest' te staan. In 2010 ontving hij voor de Engelse uitgave de Book Award van de Scientific and Medical Network. 
In 2017 ontving hij de Elisabeth Kübler-Ross Award, uitgereikt door de koepel voor lokale en regionale Vrijwilligersorganisaties in de Palliatieve en Terminale zorg (VPTZ).
In 2020 benoemde de Spiritual Awakenings International (SAI) hem tot Circle of Honor honoree voor zijn baanbrekende studies naar BDE. 
In 2021 won hij met zijn artikel  ‘The continuity of consciousness’ de tweede prijs van een internationale prijsvraag, uitgeschreven door het Bigelow Institute for Consciousness Studies (BICS). 

## Onderzoek naar bijna-doodervaringen
Pim van Lommel deed de eerste grootschalige studie naar het fenomeen van de bijna-doodervaringen (BDE). Vóór zijn onderzoek was Van Lommel evenals de meeste van zijn collega's van mening dat het bewustzijn alleen door de hersenactiviteit kan worden geproduceerd. Op basis van de onderzoeksresultaten van zijn longitudinale prospectieve studie werd hem duidelijk dat dit niet voor alle aspecten, zoals bijna-doodervaringen, kon gelden.

#### Nederlandse prospectieve, longitudinale studie (Pim van Lommel)[1]
In 2001 publiceerde cardioloog Pim van Lommel de resultaten van zijn prospectieve, longitudinale studie naar bijna-doodervaringen in het medisch-wetenschappelijke tijdschrift The Lancet. Tien Nederlandse ziekenhuizen verleenden medewerking aan dit onderzoek. In totaal werden 344 overlevenden na een hartstilstand geïnterviewd waardoor dit de eerste representatieve (grootschalige) prospectieve studie naar het fenomeen van de BDE is. De totale duur van het onderzoek was acht jaar.
Doel en Methodiek
Het doel van dit onderzoek was om enerzijds vast te stellen hoeveel BDE’s gemeld worden na een hartstilstand met reanimatie en anderzijds om de lange termijnveranderingen (over een periode van acht jaar) vast te stellen van mensen met een BDE ten opzichte van de controlegroep.
Alle overlevenden werden binnen een week nadat ze terug bij bewustzijn waren gevraagd om een vragenlijst in te vullen, gevolgd door een interview door een onderzoeker. Na 2 jaar en na 8 jaar werden alle patiënten opnieuw geïnterviewd met als doel om te onderzoeken of de BDE een verandering teweeggebracht had ten opzichte van de controlegroep. De controlegroep bestaat uit alle patiënten die eveneens een hartstilstand kregen maar geen BDE hadden.
Resultaten
Van de 344 patiënten meldden 82% géén BDE ervaren te hebben (dit is de controlegroep), terwijl 18% (62 patiënten) wel een BDE hadden. Hiervan had 12% (41 patiënten) een diepe BDE (volgens de WCEI-schaal). Eén patiënt meldde visuele herinneringen van tijdens de hartstilstand. Het verpleegkundige personeel verklaarde dat deze patiënt verifieerbare en correcte visuele details kon geven van het moment waarop hij gereanimeerd werd (en dus buiten bewustzijn was). Tijdens de reanimatie ‘zag’ de patiënt hoe de verpleegkundige zijn kunstgebit uit zijn mond haalde en op een kar legde. Hij kon hierover allerlei correcte details omschrijven, zo verklaren de onderzoekers.
Uit het longitudinale onderzoek bleek dat de mensen die verklaarden een BDE gehad te hebben grotere veranderingen ondergingen ten opzichte van de controlegroep, in sociaal, psychologisch, levensbeschouwelijk en moreel opzicht. De ervaring had een positief effect op hun verdere leven.
Het onderzoeksteam meldt dat uit de onderzoeksopzet en de resultaten blijkt dat louter fysische verklaringen (zoals zuurstoftekort in de hersenen) niet volstaan omdat slechts 18% een BDE meldden.
Verklaringskader
In zijn boek Eindeloos Bewustzijn werkt Van Lommel zijn theorie uit over de relatie tussen de hersenen en het menselijke bewustzijn. Volgens Van Lommel kan bewustzijn ook buiten het lichaam plaatsvinden; hij stelt dat het bewustzijn eindeloos is en dat het lichaam het bewustzijn beperkt en faciliteert. Hij geeft hierbij aan dat onze hersenen waarschijnlijk niet de producenten zijn van het bewustzijn, maar de ontvangers van het oneindige bewustzijn. Hij vergelijkt dit met een televisie of radio, waarbij naar een zender kan worden geluisterd, maar waar de uitzending ook gewoon doorgaat als er niet wordt geluisterd.

#### Andere prospectieve studies naar de BDE
(Zie Bijna-doodervaring voor een uitgebreide beschrijving van diverse klinische studies naar de BDE.)
Bij prospectieve studies worden patiënten geselecteerd op grond van een objectieve medische gebeurtenis, zoals een hartstilstand. Alle overlevenden van een hartstilstand (zowel met als zonder een BDE) worden dan opgenomen in het onderzoek, zoals dit bij de Nederlandse prospectieve studie van Van Lommel het geval was. Het is opvallend dat alle andere prospectieve studies (o.a. door Sam Parnia, Bruce Greyson en Penny Sartori) dezelfde resultaten geven als Van Lommels studie: tussen de 10% en de 20% van de patiënten die gereanimeerd werden na een hartstilstand melden steevast een bijna doodervaring. De AWARE-studie van Sam Parnia toont aan dat mensen diverse soorten (emotionele, visuele en auditieve) herinneringen hebben van tijdens hun hartstilstand en reanimatie. De ervaringen van tijdens de hartstilstand die nadien gemeld worden gaan dus niet enkel over het hiernamaals. Parnia pleit er daarom voor om naast de controversiële term 'bijna-doodervaring' ook te spreken van 'gebeurtenissen van tijdens een hartstilstand'. Niet alle herinneringen hebben immers betrekking op de dood zoals de term 'BDE' suggereert.

#### Betrouwbaarheidsstudies[16][17][18]
(Zie Bijna-doodervaring voor een uitgebreide beschrijving van deze betrouwbaarheidsonderzoeken.)
Volgens Van Lommel tonen diverse prospectieve studies aan dat een bijna-doodervaring door patiënten ervaren wordt als 'echter dan echt'. Om deze reden is het voor mensen die een BDE meemaken een levensveranderende ervaring. Omdat herinneringen na levensbedreigende situaties (zoals een hartstilstand) beschadigd of onbetrouwbaar kunnen zijn, hebben onderzoekers diverse studies gedaan naar de getuigenissen van mensen die een BDE hadden door middel van hersenscans en het gebruik van de 'Memory Characteristics Questionnaire’ (MCQ). Het doel van deze onderzoeken is om vast te stellen of de getuigenissen van een BDE al dan niet verzonnen zijn. Zowel een studie van Thonnard (2013), van Palmiera (2014) en een grootschalige studie van Moore en Greyson (2017) bevestigen de getuigenissen: de herinneringen aan een BDE lijken meer op echte herinneringen dan op verzinsels. De patiënten ervaren hun BDE inderdaad als 'echter dan echt'.

### Kritiek op Van Lommels theorie
Kritiek op Van Lommel gaat doorgaans niet zozeer over de statistische gegevens van zijn onderzoek (de realiteit van BDE's wordt alom erkend omdat ook andere studies hier melding van maken), maar wel over zijn theorie dat het menselijke bewustzijn na de dood verder kan bestaan (volgens Van Lommel is het bewustzijn 'non-lokaal').

#### Kritiek van Dick Swaab
Neurobioloog Dick Swaab prijst in zijn boek Wij zijn ons brein (2010) Van Lommels onderzoek vanwege het bespreekbaar maken en in kaart brengen van BDE's, maar geeft tevens aan dat Van Lommel in zijn boek Eindeloos Bewustzijn verklaringen aandraagt die indruisen tegen wetenschappelijk kennis en hierbij zelfs enkele conclusies uit zijn eigen onderzoek lijkt te negeren. Volgens Swaab weet hij neurobiologische verklaringen niet te weerleggen, geeft hij geen wetenschappelijke grond voor zijn uitspraken en leent hij ongerechtvaardigd begrippen uit de kwantumfysica. Hiermee kunnen de uitspraken van Van Lommel niet wetenschappelijk serieus genomen worden en behoort zijn visie, in tegenstelling tot de subtitel van zijn boek, tot de pseudowetenschap, aldus Swaab.

#### De test met de verborgen symbolen
Er is in diverse ziekenhuizen geprobeerd om bewijzen te verzamelen voor het uit het lichaam treden tijdens een BDE. Codes (symbolen) werden uit het zicht op kasten neergelegd, maar geen van de patiënten die het gevoel hadden uit hun lichaam te zijn getreden, konden vertellen wat er boven op de kast lag. Hoewel zowel Van Lommels studie als de Aware-studie van Sam Parnia vaststelden dat patiënten verifieerbare visuele details van tijdens de hartstilstand konden beschrijven, kon tot nu toe geen enkele patiënt tijdens een hartstilstand een van de symbolen waarnemen, zoals ook Van Lommel opmerkt. De symbolentest gebeurde bij Van Lommels studie, de Awarestudie van Sam Parnia, een Amerikaanse studie van Parnia uit 2001 en een Engelse studie van Penny Sartori. Bij geen enkele van deze studies konden patiënten die meenden een BDE gehad te hebben deze symbolen 'zien', waardoor visuele herinneringen tot op heden (september 2017) nog niet volgens dit objectieve criterium geverifieerd konden worden.